# Haemantheae
Haemantheae, biljni tribus iz porodice zvanikovki, dio je potporodice Amaryllidoideae. Sastoji se od šest rodova lukovičastih geofita raširenih gotovo isključivo po Africi, osim nekoliko izuzetaka na Arapskom poluotoku.

## Rodovi
1. Cryptostephanus Welw. ex Baker  (3 spp.)
2. Clivia Lindl. (6 spp.)
3. Scadoxus Raf. (9 spp.)
4. Haemanthus L. (23 spp.)
5. Apodolirion Baker (6 spp.)
6. Gethyllis L. (31 spp.)